# Effe(x)tion
Effe(x)tion je taneční a pěvecká dívčí skupina ze severních Čech založená v dubnu roku 2013.

## Současné členky
| Jméno              | Přezdívka | Datum narození  | Místo narození | Imitovaná členka | Funkce                         |
| ------------------ | --------- | --------------- | -------------- | ---------------- | ------------------------------ |
| Kristýna Chyňavová | Teena     | 3. srpna 1993   | Litoměřice     | Luna             | Leader                         |
| Anna Chyňavová     | Aja       | 15. března 1995 | Litoměřice     | Victoria         | Hlavní tanečnice, choreografka |
| Barbora Tůmová     | HyoMi     | 22. srpna 1993  | Děčín          | Sulli            | Visual, stylistka              |
| Tereza Tůmová      | TaeRa     | 27. února 1995  | Děčín          | Krystal          | Hlavní zpěvačka                |

## Bývalé členky
| Jméno               | Přezdívka | Datum narození     | Místo narození | Imitovaná členka | Funkce  |
| ------------------- | --------- | ------------------ | -------------- | ---------------- | ------- |
| Michala Fiurášková  | Mischa    | 14. listopadu 1990 | Sadská         | Amber            | Raperka |
| Petra Kapitančíková | Jelli     | 19. července 1995  | Děčín          | Amber            | Maknae  |

## Vznik

### Skupina
Skupina Effe(x)tion vznikala poměrně dlouho. Na podzim roku 2012 se obě sesterské dvojice nezávazně dohodly na spolupráci. Časem zjistily, že veškeré jejich nápady a představy o konceptu skupiny se v mnoha případech shodují, a už nebylo cesty zpět. Jejich hlavním cílem se stalo napodobování pěveckých i tanečních vystoupení populární pětičlenné jihokorejské dívčí skupiny f(x), tudíž musely najít ještě pátou členku. Netrvalo dlouho a po několika měsících se pátou členkou stala jejich společná dlouholetá přítelkyně Míša.

### Název
Název této skupiny vznikl přetransformováním samotného názvu originální skupiny, do kterého byla zakomponována dvě anglická slova effect a affection.

## Popis
Skupina se snaží co největším způsobem podobat svým idolům ze skupiny f(x). Kopírují jejich pohyby, gesta, vzhled i oblečení. Jak v tanci, tak i ve zpěvu se dívky snaží rozdělit si jednotlivé party spravedlivě tak, aby nikdo nevyčníval a aby se žádná nemusela cítit zanedbána. Pochází sice z různých měst, ale na sebe si vždy čas najdou. Hlavním centrem jejich trénování a působení je Praha. Jako svou skupinovou barvu si pro sebe i pro své fanoušky zvolily fialovou.

## Úspěchy

### 2013
Pár týdnů po založení skupiny se dívky přihlásily do pěvecké a taneční soutěže K-POP Contest 2013 pořádané občanským sdružením zabývajícím se propagací korejské moderní kultury v České republice Czech Hallyu Wave, o.s. v Národním domě na Vinohradech. Dne 10. srpna 2014, krátce po jedné hodině odpolední, za přítomnosti korejského velvyslance, pana Moon Hayong, se dívky navzdory velké konkurenci umístily na 3. místě v kategorii performance a k tomu byly zaslouženě oceněny cenou sympatie od samotných diváků. Jejich budoucí plány však překazil odchod členky Mischy, která ze zdravotních důvodů už nemohla dále pokračovat, a rozhodly se za ni sehnat náhradu.

### 2014
Po několika měsících hledání se jim podařilo nalézt novou pátou členku Jelli, která je dlouholetou přítelkyní sester Tůmových a zároveň jejich sousedkou. Po pár týdnech trénování se dívky přihlásily do dalšího ročníku soutěže K-POP Contestu. Příprava na tento ročník byla poněkud složitější, protože tři členky měly před sebou maturitu a zbylé dvě zase zkouškové období na vysoké škole. I přes všechny překážky to dívky zvládly a tento ročník vyhrály.
1. místo v České republice jim zajistilo nominaci do mezinárodního kola soutěže K-Pop World Festival 2014, které se konalo v Changwonu v Jižní Koreji. Ze 70 států byly nakonec vybrány mezi 15 nejlepších a v říjnu roku 2014 odletěly na týden do Jižní Koreje reprezentovat Českou republiku. Zde měly dívky jedinečnou možnost poznat korejskou kulturu, společnost, ochutnat tradiční korejské pokrmy a vystupovat na velkém pódiu před 25 000 diváky, po boku svých korejských popových idolů, a to pod dohledem profesionální poroty a kamer. Z celosvětové soutěže si domů přivezly krásné 2. místo, a zdůraznily tak silné postavení České republiky v této soutěži, která v posledních třech letech obsadila všechny stupně vítězů.
Po návratu do České republiky dostaly dívky několik dalších nabídek na vystoupení a dále pokračují ve svém působení. To vše už ale bez jejich páté členky Jelli, která se rozhodla plně věnovat svému studiu.